# Megasztár
A Megasztár a TV2 eredeti tehetségkutató műsora, amely 2003. október 11-én indult. Bár a műsor saját formátumon alapul, de sok a hasonlóság az amerikai American Idol és a német Deutschland sucht den Superstar műsorokkal.

## A műsor menete
A műsorban szereplő „vigaszág” kifejezést elsősorban a sportversenyeken használják. Jelentése: második esély veszteseknek, ha valami nem sikerült a legkedvezőbben, de még van esély arra, hogy a versenyző számára elfogadható végkifejlet alakuljon ki az ügyben. Vívóversenyeken például kieső ág legjobbjainak mérkőzéssorozata a döntőbe jutásért.

## A zsűri és a műsorvezetők
– Zsűritag vagy műsorvezető
     – Versenyzőként szerepelt az adott évadban
| Név                | Évad         | Évad         | Évad         | Évad         | Évad         | Évad         | Évad         | Évad         |
| Név                | 1.           | 2.           | 3.           | 4.           | 5.           | 6.           | 7.           | 8.           |
| Műsorvezetők       | Műsorvezetők | Műsorvezetők | Műsorvezetők | Műsorvezetők | Műsorvezetők | Műsorvezetők | Műsorvezetők | Műsorvezetők |
| ------------------ | ------------ | ------------ | ------------ | ------------ | ------------ | ------------ | ------------ | ------------ |
| Ördög Nóra         |              |              |              |              |              |              |              |              |
| Szépréthy Roland   |              |              |              |              |              |              |              |              |
| Till Attila        |              |              |              |              |              |              |              |              |
| Liptai Claudia     |              |              |              |              |              |              |              |              |
| Szekeres Nóra      |              |              |              |              |              |              |              |              |
| Görög Zita         |              |              |              |              |              |              |              |              |
| Zsűri              |              |              |              |              |              |              |              |              |
| Marics Peti        |              |              |              |              |              |              |              |              |
| Curtis             |              |              |              |              |              |              |              |              |
| Herceg Erika       |              |              |              |              |              |              |              |              |
| Tóth Gabi          |              |              |              |              |              |              |              |              |
| Caramel            |              |              |              |              |              |              |              |              |
| Marsalkó Dávid     |              |              |              |              |              |              |              |              |
| Papp Szabi         |              |              |              |              |              |              |              |              |
| Rúzsa Magdi        |              |              |              |              |              |              |              |              |
| Bereczki Zoltán    |              |              |              |              |              |              |              |              |
| Bochkor Gábor      |              |              |              |              |              |              |              |              |
| Falusi Mariann     |              |              |              |              |              |              |              |              |
| Mester Tamás       |              |              |              |              |              |              |              |              |
| Presser Gábor      |              |              |              |              |              |              |              |              |
| Eszenyi Enikő      |              |              |              |              |              |              |              |              |
| Friderikusz Sándor |              |              |              |              |              |              |              |              |
| Fenyő Miklós       |              |              |              |              |              |              |              |              |
| Bakács Tibor       |              |              |              |              |              |              |              |              |
| Pély Barna         |              |              |              |              |              |              |              |              |
| Soma Mamagésa      |              |              |              |              |              |              |              |              |
| Novák Péter        |              |              |              |              |              |              |              |              |
| Pierrot            |              |              |              |              |              |              |              |              |

## Évadok
| Évad           | Részek száma | Sugárzás             | Sugárzás           | Győztes               | Második helyezett | Harmadik helyezett    | Műsorvezető      | Műsorvezető    | Zsűri           | Zsűri         | Zsűri          | Zsűri              | Zsűri       |
| Évad           | Részek száma | Évadbemutató         | Évadzáró           | Győztes               | Második helyezett | Harmadik helyezett    | Műsorvezető      | Műsorvezető    | Zsűri           | Zsűri         | Zsűri          | Zsűri              | Zsűri       |
| -------------- | ------------ | -------------------- | ------------------ | --------------------- | ----------------- | --------------------- | ---------------- | -------------- | --------------- | ------------- | -------------- | ------------------ | ----------- |
| Első évad      | 20           | 2003. október 11.    | 2004. április 3.   | Tóth Vera             | Oláh Ibolya       | Gáspár László         | Till Attila      | Görög Zita     | Presser Gábor   | Bakács Tibor  | Pély Barna     | Soma Mamagésa      | Pierrot     |
| Második évad   | 22           | 2004. október 20.    | 2005. április 30.  | Molnár Ferenc Caramel | Palcsó Tamás      | Tóth Gabi             | Till Attila      | Görög Zita     | Presser Gábor   | Bakács Tibor  | Pély Barna     | Soma Mamagésa      | Pierrot     |
| Harmadik évad  | 20           | 2005. október 26.    | 2006. május 20.    | Rúzsa Magdi           | Varga Ferenc      | Póka Angéla           | Till Attila      | Görög Zita     | Presser Gábor   | Bakács Tibor  | Pély Barna     | Soma Mamagésa      | Novák Péter |
| Negyedik évad  | 17           | 2008. augusztus 30.  | 2008. december 20. | Király Viktor         | Fekete Dávid      | Lakatos Krisztián     | Till Attila      | Szekeres Nóra  | Fenyő Miklós    | Mester Tamás  | Eszenyi Enikő  | Friderikusz Sándor |             |
| Ötödik évad    | 22           | 2010. május 1.       | 2010. december 17. | Tolvai Renáta         | Kökény Attila     | Szíj Melinda          | Till Attila      | Liptai Claudia | Presser Gábor   | Mester Tamás  | Eszenyi Enikő  | Friderikusz Sándor |             |
| Hatodik évad   | 16           | 2012. február 10.    | 2012. május 25.    | Radics Gigi           | Szakos Andrea     | Talán Attila          | Till Attila      | Liptai Claudia | Bereczki Zoltán | Mester Tamás  | Falusi Mariann | Bochkor Gábor      |             |
| Hetedik évad   | 12           | 2024. szeptember 22. | 2024. december 8.  | Gudics Máté           | Orbán Rudolf      | Balogh Rebeka Valéria | Till Attila      | Ördög Nóra     | Marics Peti     | Papp Szabolcs | Rúzsa Magdi    | Marsalkó Dávid     | Caramel     |
| Nyolcadik évad |              | 2025. szeptember 6.  |                    |                       |                   |                       | Szépréthy Roland | Ördög Nóra     | Marics Peti     | Tóth Gabi     | Herceg Erika   | Curtis             |             |

2014-ben a műsor indulásának 10. évfordulóján a Megasztár 10! című visszatekintő műsorral elevenítették fel az elmúlt hat szériát. Ezt a műsort március 15. és április 20. között sugározta a TV2.

## Versenyzők
| Hely. | Évadok          | Évadok                | Évadok          | Évadok                | Évadok                    | Évadok               | Évadok                | Évadok    |
| Hely. | Első            | Második               | Harmadik        | Negyedik              | Ötödik                    | Hatodik              | Hetedik               | Nyolcadik |
| ----- | --------------- | --------------------- | --------------- | --------------------- | ------------------------- | -------------------- | --------------------- | --------- |
| 1.    | Tóth Vera       | Molnár Ferenc Caramel | Rúzsa Magdolna  | Király Viktor         | Tolvai Renáta             | Radics Gigi          | Gudics Máté           |           |
| 2.    | Oláh Ibolya     | Palcsó Tamás          | Varga Ferenc    | Fekete Dávid          | Kökény Attila             | Szakos Andrea        | Orbán Rudolf          |           |
| 3.    | Gáspár László   | Tóth Gabi             | Póka Angéla     | Lakatos Krisztián     | Szíj Melinda              | Talán Attila         | Balogh Rebeka Valéria |           |
| 4.    | Kandeh Evelyne  | Torres Dániel         | Szabó Eszter    | Tóth Lüszi            | Kállay-Saunders András    | Farkas-Jenser Balázs | Tóth Abigél           |           |
| 5.    | Schmidt Vera    | Gál Csaba Boogie      | Kontor Tamás    | Bencsik Tamara        | Djordjevic István Giorgio | Burgess Benji        | Dénes Dávid           |           |
| 6.    | Nagy Edmond     | Bartók Eszter         | Bocskor Bíborka | Nguyen Thanh Hien     | Lakatos Yvette            | Nagy Kristóf Bozont  | Bánsági Petronella    |           |
| 7.    | Szabó Leslie    | Bálint Ádám           | Baktai Anikó    | Szecsődi Károly       | Szeleczki Dávid           | Nagy Adrienn         | Szilágyi József       |           |
| 8.    | Schmidt Barbara | Pál Tamás             | Puskás Péter    | Nkuya Sonia           | Patai Anna                | Bihal Roland         | Dányi Róbert          |           |
| 9.    | Dér Heni        | Bella Levente         | Hoffmann Mónika | Ásós Attila Pacsirta  | Gusztos Bence             | Kullai Tímea         | Baráth Kata           |           |
| 10.   | Mujahid Zoltán  | Kovács Tímea          | Varga István    | Balogh Imre           | Fivérek                   | Horváth István       | Kiszel Jennifer       |           |
| 11.   | Galambos Dorina | Pflum Orsolya         | Oláh Szabolcs   |                       | Adam's Comedy             | Szűcs Ádám           | Papp Doma             |           |
| 12.   | Aczél Gergő     | Kósa Ivett            | Széles Izabella | Csonka András Andreas | Réti Nóra                 | Buzási Patrik        |                       |           |
| 13.   |                 |                       |                 | Varga J. Bernadett    |                           | Imreh Zsanett        |                       |           |

### Vigaszágasok
| Vigaszágasok       | Vigaszágasok         | Vigaszágasok            | Vigaszágasok       | Vigaszágasok      | Vigaszágasok          | Vigaszágasok         | Vigaszágasok   |
| Első évad          | Második évad         | Harmadik évad           | Nagyedik évad      | Ötödik évad       | Hatodik évad          | Hetedik évad         | Nyolcadik évad |
| ------------------ | -------------------- | ----------------------- | ------------------ | ----------------- | --------------------- | -------------------- | -------------- |
| Batka Ignác Barna  | Borbély Brigitta     | Heincz Gábor Biga       | Ambrus Rita        | Lifejune          | Almás Gergő           | Báló Dóra            |                |
| Bartók Krisztián   | Pápai Joci           | Odett                   | Nagy László Gitano | Idol Eyed         | Bakos Bettina         | Bódi József          |                |
| Hajdu Klára        | Studencz Katalin     | Szolga József           | Németh Patrícia    | Horváth Alexandra | Buger Ágnes           | Szabó Laura          |                |
| Székelyhidi Balázs | Varga Szilvia Szirom | Walkó Csaba             | Pataki Szilvia     | Keskeny Márk      | Cserpes Laura         | Gheorghilaș Brigitta |                |
|                    |                      |                         | Szabados Attila    | Bolyki Balázs     | Csonka András Andreas | Gulyás Tibor         |                |
|                    | Barócsi Tamás Genya  | Eőry Viktória           | Nagy Natália       |                   |                       |                      |                |
| Sonia Cassius-Clay | Gerendás Dávid       | Németh Roland           |                    |                   |                       |                      |                |
| Páll Tímea         | Józsa Janka          | Németh Vanda            |                    |                   |                       |                      |                |
| Sárközi Lili       | Kilppel Dávid        | Mikes Zsüliett          |                    |                   |                       |                      |                |
| Street             | Kökény Pál           | Vanessa Janette Moisiak |                    |                   |                       |                      |                |
| Radics Gigi        | Nagy Renáta          | Piskor Lola             |                    |                   |                       |                      |                |
|                    | Thiago Bertoldi      |                         |                    |                   |                       |                      |                |

A harmadik évadban különdíjasok lettek: Bíró Nóra, Bonyár Judit, Hornai Anita, Járási László, Perlaki Mariann.

## Befutott elődöntősök
Vannak olyan egykori Megasztár-versenyzők, akik ugyan nem kerültek be az élő showba, de mégis sikerült ismertté válniuk.

### 1. évad
Az első széria elődöntősei közül Tarr Veronika és Dávid Roland; Az első Megasztár középdöntőjéig eljutott Singh Viktória Kudrat – aki az RTL-es X-Faktorban is szerencsét próbált – is elismert énekesnő, az Unisex tagja. Hallhattuk a negyedik Megasztárban is, vagy éppen az Anna and the Barbies együttes lemezének egyik vendégelőadójaként. Töreki Andrea, A Társulat és Kocsis Tibor, a Csillag születik versenyzője, illetve a 2011-es X-Faktor nyertese szintén szerepeltek a Megasztár első szériájának elődöntőiben.

### 2. évad
A második Megasztárból Laczkó Noémi („Noa Rock”, a Lovegun énekesnője) és Darabos Ivett Kata (a LIV énekesnője), vagy Garda Zsuzsanna. Domján Róbert zenész szintén szerepelt a második Megasztár egyik elődöntőjében

### 3. évad
A harmadik évadból Zentai Márk. Balogh Brigitta, aki szintén a harmadik széria egyik elődöntőse volt, később versenyzett a konkurens csatorna, az RTL Klub saját tehetségkutatójában, a Csillag születikben is. Az elődöntőjben szerepelt a vörös hajú Tóth Gabriella, becenevén "Gabesz" is, aki a Tomboy! együttes egyik énekesnője, valamint Oravecz Kristóf (Paddy O'Reilly), a Paddy and the Rats énekese, illetve Walkó Csaba, a Compact Disco frontembere, aki a huszonnegyedik helyezést érte el a 2012-es Eurovíziós Dalfesztiválon.

### 4. évad
A legnagyobb visszhangot talán Tabáni István keltette, akit a 4. széria legjobb 30 versenyzője között tanácsolt el a zsűri. Azóta megnyerte a konkurens RTL Klub Csillag Születik című tehetségkutató műsorát és az ország egyik legkedveltebb énekesévé lépett elő.

### 5. évad
Az ötödik Megasztár előválogatása során lett ismert Szarka László, aki az Alphaville Big in Japan című számát adta elő igen rossz angolsággal. A médiában ez a felvétel és maga az előadó is Bikicsunáj néven vált ismertté, és fan-klubok, blogok alakultak a rajongói körökből. A felvételt csak a YouTube videomegosztó portálon egy hét alatt 360 ezren látták.

## Nézettség
| Évad | Évadbemutató         | Évadzáró           | Epizódok száma | Eredeti átlagnézettség |
| ---- | -------------------- | ------------------ | -------------- | ---------------------- |
| 1.   | 2003. október 11.    | 2004. április 3.   | 21             | 1,68 millió            |
| 2.   | 2004. október 20.    | 2005. április 30.  | 20             | 1,68 millió            |
| 3.   | 2005. október 26.    | 2006. május 20.    | 20             | 1,73 millió            |
| 4.   | 2008. augusztus 30.  | 2008. december 20. | 16             | 1,48 millió            |
| 5.   | 2010. május 1.       | 2010. december 17. | 22             | 1,71 millió            |
| 6.   | 2012. február 10.    | 2012. május 25.    | 16             | 1,12 millió            |
| 7.   | 2024. szeptember 22. | 2024. december 8.  | 12             | 791 ezer               |
| 8.   | 2025. ősz            |                    |                |                        |

## Megamánia
| Évad | Részek száma | Bemutató             | Finálé             | Műsorvezető                  | Adó |
| ---- | ------------ | -------------------- | ------------------ | ---------------------------- | --- |
| 1.   | 12           | 2024. szeptember 27. | 2024. december 13. | Kárpáti Rebeka és Goják Jana |     |
| 2.   |              | 2025.                |                    |                              |     |

## Búcsúdal
A döntők során a játékból aktuálisan kiejtett előadó tiszteletére elhangzott a Búcsúdal, amit közösen adtak elő az énekesek. Mindegyik szériához külön dal készült, amik a Csillagdalhoz hasonlóan nagyon népszerűvé váltak. Érdekesség, hogy a hatodik szériában az első és a tizedik döntőben a Búcsúdalt (Kísérj tovább) a megasztárosok együtt énekelték a dal szerzőjével, Molnár Ferenc Caramellel.
|    | Szerző                     | Cím           |
| -- | -------------------------- | ------------- |
| 1. | Szabó Leslie               | Búcsúdal      |
| 2. | Bartók Eszter Caramel      | Búcsúdal      |
| 3. | Kontor Tamás               | Búcsúdal      |
| 4. | Ásós Attila                | Búcsúdal      |
| 5. | Gömöry Zsolt Csajtay Csaba | Álomvilág     |
| 6. | Molnár Ferenc              | Kísérj tovább |

## Albumok
| Év   | Album                             | Album Top 40 válogatás | Album Top 10 válogatás | Megjegyzés                                                               |
| ---- | --------------------------------- | ---------------------- | ---------------------- | ------------------------------------------------------------------------ |
| 2004 | Megasztár                         | 1                      | –                      | Sony Music Entertainment aranylemez                                      |
| 2004 | Best of Megasztár                 | 1                      | –                      | Sony Music Entertainment                                                 |
| 2005 | Megasztár 2005                    | 1                      | –                      | Universal Music platinalemez                                             |
| 2005 | Best of Megasztár 2005            | 2                      | –                      | 2005. május 17. Universal Music aranylemez                               |
| 2005 | Megasztárok karácsonya            | 3                      | –                      | 2005. november 16. EMI aranylemez                                        |
| 2005 | Megasztár különdíjasok            | 26                     | –                      | 2005. december 19. Universal Music                                       |
| 2006 | Megasztár 2006                    | 3                      | –                      | Universal Music                                                          |
| 2006 | MegaSztárkarácsony                | 10                     | 10                     | 2006. november 20. 2009. szeptember 22. (archív sorozat) Universal Music |
| 2007 | Megasztár Allstar                 | –                      | 7                      | 2007. április 6. EMI                                                     |
| 2008 | Megasztár parádé                  | –                      | 7                      | 2008. szeptember 19. Magneton                                            |
| 2008 | Megasztár – A Legenda folytatódik | 15                     | –                      | 2008. november 17. Magneton                                              |
| 2008 | Megasztár karácsony               | 10                     | –                      | 2008. november 21. Magneton                                              |
| 2010 | Megasztár TOP5                    | 7                      | –                      | 2010. december 8. Universal Music                                        |
| 2012 | Megasztár – A 12 döntős           | 1                      | –                      | 2012. április 5.[forrás?] Magneoton                                      |